# Gelliehausen
 (janvier 2019).
Gelliehausen est un quartier de la commune allemande de Gleichen, dans l'arrondissement de Göttingen, Land de Basse-Saxe.

## Géographie
Gelliehausen se situe au nord-est de Gleichen.

## Histoire
En janvier 1973, Gelliehausen intègre Gleichen.

## Personnalités liées au quartier
- Gottfried August Bürger (1747–1794), poète.

## Source, notes et références
- (de) Cet article est partiellement ou en totalité issu de l’article de Wikipédia en allemand intitulé « Gelliehausen » (voir la liste des auteurs).